# ATP Vegeta Croatia Open Umag 2014
ATP Vegeta Croatia Open Umag 2014 — тенісний турнір, що проходив на ґрунтових кортах у місті Умаг, Хорватія з 21 липня. Належав до категорії ATP World Tour 250.

## Фінальна частина

### Одиночний розряд
Пабло Куевас —  Томмі Робредо 6–3, 6–4

### Парний розряд
Франтішек Чермак /  Лукаш Росол —  Душан Лайович /  Франко Шкугор 6–4, 7–6(7–5)